# منتخب ألمانيا لكرة القدم للشباب
منتخب ألمانيا لكرة القدم للشباب (بالألمانية: Deutsche Junioren-Fußballnationalmannschaften)‏ هو ممثل ألمانيا الرسمي في المنافسات الدولية في كرة القدم ، يديريه اتحاد ألمانيا لكرة القدم.